# Heféstio (ministro palatino)
Heféstio (em latim: Hephaestion) foi um oficial romano do final do século IV, ativo durante o reinado do imperador Teodósio (r. 378–395). Aparece em dezembro de 389, quando estava estacionado na corte imperial de Constantinopla e teve uma disputa com Flaviano. Ele reteve alto ofício palatino, no qual podia ser contratado por retores habilidosos; os autores da PIRT sugerem que ele foi primicério dos notários ou mestre de um dos escrínios. Heféstio recebeu as epístolas V.34-37 de Quinto Aurélio Símaco.